# James Mason Crafts

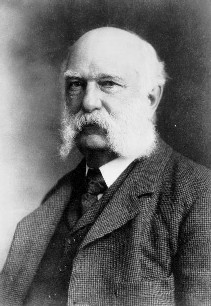
James Mason Crafts

James Mason Crafts (* 8. März 1839 in Boston; † 20. Juni 1917 in Ridgefield, Connecticut) war ein US-amerikanischer Chemiker.
Zusammen mit seinem Freund Charles Friedel entdeckte er 1877 die nach beiden benannte Friedel-Crafts-Alkylierung und Friedel-Crafts-Acylierung.

## Leben
Der Sohn eines Textilfabrikanten studierte an der Harvard University in Cambridge (Massachusetts) Naturwissenschaften. Nach dem Erwerb eines Bachelor of Science (1858) führten ihn weitergehende Studien 1859 an die Bergakademie Freiberg, 1860 an die Universität Heidelberg, wo er Assistent Bunsens war und 1861 an die École de Médecine in Paris, wo er unter Wurtz arbeitete und Friedel kennenlernte. Nach einer Tätigkeit 1865/66 als Mineninspektor in Mexiko und den USA wurde er 1867 Professor für Chemie an der Cornell University in Ithaca. Ebenfalls 1867 wurde er in die American Academy of Arts and Sciences gewählt. 1870 folgte er dem Ruf als Professor für analytische Chemie an das Massachusetts Institute of Technology (MIT). Seit 1872 war Crafts Mitglied der National Academy of Sciences. 1874 kehrte er aus gesundheitlichen Gründen nach Paris zurück und arbeitete wieder unter Wurtz mit Friedel zusammen. 1877 entdeckten sie die katalytische Wirkung des Aluminiumchlorids bei Umsetzungen von Aromaten mit Alkylhalogeniden (Friedel-Crafts-Reaktionen). 1891 kam er ans MIT zurück, dessen Präsident er 1895 wurde. 1900 wurde er emeritiert. 1916 wurde er zum Mitglied der American Philosophical Society gewählt.
1885 wurde ihm von der Académie des sciences der Jecker-Preis verliehen.

## Werke
- 1877 entdeckten Friedel und Crafts die katalytische Wirkung von anorganischen Halogenverbindungen zur Herstellung von alkylierten und acetylierten Aromaten (Friedel-Crafts-Reaktion).
- Arbeiten über organische Siliciumverbindungen.

## Veröffentlichungen
- Recherche sur les Ethers Silicique et sur le Poids Atomique du Silicium
- Sur quelques nouvelles Combinaisons organiques du Silicium et sur le poids atomique de cet élément